# Hermandad del mal
La Hermandad del mal (en inglés Brotherhood of Evil) es un grupo ficticio de supervillanos del universo DC Comics. Son los archienemigos de la Patrulla Condenada original y de los Jóvenes Titanes.

## Historia

### Orígenes
La Hermandad del Mal fue fundada por el enigmático villano Cerebro. En un principio, la motivación del grupo era la dominación del mundo, pero más adelante se puso de manifiesto que el verdadero propósito de Cerebro era destruir a Niles Caulder (jefe de la Patrulla Condenada) y sus compañeros. Caulder había asesinado al científico que una vez fue Cerebro para colocar su cerebro en el cuerpo de Robotman sin su consentimiento, pero sus planes fueron frustrados por el superinteligente Monsieur Mallah, creación del propio Cerebro. Este juró venganza contra Caulder y su equipo, la Patrulla Condenada, a quienes ve como víctimas de intentos de Caulder de crear un ejército de superhéroes, atentando contra la vida de seres inocentes.
La formación original de la Hermandad del Mal fue Cerebro, con su secuaz principal, Monsieur Mallah y Madame Rouge. Combatieron contra la Patrulla Condenada regularmente. Más tarde se les unió brevemente el General Immortus y el extraterrestre Garguax. También fue un miembro del grupo Sr. Morden, que a menudo operaba dispositivos robóticos para Cerebro. El constante fracaso del grupo para derrotar a la Patrulla Condenada se combinó con la creciente atracción romántica entre Madame Rouge y el líder de la Patrulla, Niles "Boss" Caulder, lo que llevó a Madame Rouge a liberarse de los condicionamientos mentales que Cerebro utilizaba para el reclutamiento de sus miembros. Rouge desertó de la Hermandad para unirse a la Patrulla Condenada, pero Cerebro rápidamente la capturó de nuevo y le hizo un lavado de cerebro para que retomara el camino del mal. El resultado fue contraproducente, ya que Madame Rogue se volvió contra sus compañeros de equipo y lanzó un misil para destruir a Cerebro y a Mallah. 
Como resultado de este enfrentamiento, y con la ayuda del criminal de guerra nazi Capitán Zahl, Madame Rouge capturó a los miembros de la Patrulla Condenada, y los obligó a someterse a una muerte horrible en una explosión nuclear para salvar a un pequeño pueblo pesquero de Maine, al norte de Estados Unidos. La Patrulla Condenada se sacrifica y aparentemente mueren en la explosión. 

### Retorno
Madame Rouge y Zahl (quien ahora se hacía llamar General Zahl) se mantuvieron en la clandestinidad durante muchos años, reuniendo un ejército de esbirros para su próximo proyecto, invadir y conquistar Zandía. Mientras tanto, la Patrulla Condenada se ha reconfigurado, con Robotman como único miembro original superviviente. Junto con Steve Dayton (Mento), evitaron que la nueva Patrulla Condenada fuera tras Madame Rouge por los asesinatos de la patrulla original, ya que no querían involucrar al más joven de los miembros de la patrulla, Chico Bestia. Sin embargo, cuando Chico Bestia (ahora llamado "Changeling") se une a los Teen Titans, los dos miembros adultos de la Patrulla Condenada van tras Rouge. Ambos son derrotados; Mento es torturado hasta que mentalmente se corrompe, mientras que Robotman queda desactivado y colgado como advertencia para intrusos intrusos fuera de la sede de Madame Rouge.
Los Teen Titans comienzan a buscar a Robotman y Mento cuando Chico Bestia deja de recibir noticias suyas, lo que finalmente los lleva hace colisionar con Rouge y Zahl. Sorprendentemente, los héroes reciben ayuda de Cerebro y Monsieur Mallah, junto con su nueva versión de la Hermandad del Mal. Cerebro y Mallah habían previsto la traición de Rouge y pasado a la clandestinidad, dejando una serie de trampas que finalmente destruyen a Rouge. Rouge y Zahl mueren en la pelea contra Chico Bestia y Robotman respectivamente. La Nueva hermandad de Cerebro logra escapar de los Titanes. 
Cerebro y la Hermandad entran en conflicto con el Hermano Sangre. Para hacer frente a sus poderes inhumanos, el grupo ataca repetidamente a los Titanes buscando secuestrar a Raven y utilizar su poder para derrotar al Hermano Sangre, lo que finalmente consiguen. Por desgracia, el padre demoníaco de Raven, Trigon, es capaz de hacerse con el control sobre el cuerpo de Raven y trata de matar a los Titanes y a la Hermandad, lo que es impedido gracias a la intervención de Donna Troy. 
La Hermandad resurge de nuevo meses después en Zandía, cuando los Jóvenes Titanes se encuentran en una ardua batalla para rescatar a Raven y Nightwing (quien fue controlado mentalmente por el Hermano Sangre mientras trabajaba encubierto como Dick Grayson). Durante la pelea, Cerebro y Mallah finalmente consiguen acceso a los pozos de sangre del Hermano Sangre (su objetivo cuando entran en conflicto con él, buscando la longevidad). La Hermandad captura a Jericó, atándolo a un pararrayos, forzando a una última batalla a los Titanes, donde son derrotados y
lla, un derrumbe atrapa a Cereo y a Mallah en el suelo subterráneo, separándolos del equipo.
Mientras tanto, el Sr.Morden, ahora transformado en Mr. Nobody, intenta reformar la Hermandad en París, sin embargo decide cambiar el nombre y la finalidad del equipo, para reflejar que "el universo es idiota sin el menor sentido de la moda". Ha nacido la Hermandad de Dadá. Esta nueva formación se enfrenta a la Patrulla Condenada en dos ocasiones antes de ser vencida definitivamente. 
Cerebro y Mallah entran en la guarida de la última encarnación de la Patrulla Condenada, con el fin de robar uno de los cuerpos de repuesto de Robotman para Cerebro. Sin embargo, el cuerpo de repuesto explota, matando a ambos (el cuerpo del robot tenía la directriz de destruirse a sí mismo cuando un cerebro humano se le inserta otra vez). El resto de la Hermandad por su parte se rebautiza como la "Sociedad del Pecado" y contratan a un nuevo miembro femenino, llamado Trinity. Esta encarnación de la Hermandad solo perdura durante una disputa con los Titanes antes de que el grupo regrese a su nombre actual. 
En New Titans #97-99, Cerebro y Mallah aparentemente retornan a la Hermandad con un nuevo miembro sorpresa: Rita Farr, el único miembro original de la Patrulla Condenada que había vuelto a la vida en ese momento. Sin embargo, la verdadera identidad de Elasti-Girl se revela enseguida, es un ser de energía que sirve a una computadora pensante alienígena llamada Technis que busca asimilar a Cyborg para sobrevivir.

### Una vez más
En JSA Clasificado #1-3, se pone de manifiesto que Cerebro y Mallah, habían sobrevivido y tenían mucho tiempo en la cárcel. Los dos fueron interrogados por la quinta encarnación de los Jóvenes Titanes, sobre la ubicación de Plasmus y Warp, ya que los dos eran sospechosos en el asesinato de Sue Dibny. Se ha insinuado que los dos fueron resucitados como consecuencia de la onda creada por Superboy-Prime, que alteró la realidad misma y que borró la existencia de la Patrulla Condenada de la línea de tiempo. 
Con la hija de Madame Rouge, Gemini, ahora como miembro, el grupo se reunió con Fobia, Mallah y Cerebro, uniéndose a la vez a la Sociedad Secreta de Super Villanos, bajo el mando de Deathstroke. En Crisis Infinita #4, Deathstroke dejó caer al monstruo químico Chemo en la ciudad de Blüdhaven. Al asesinar a varios millones de personas, la Hermandad se convirtió en los villanos más buscados en el Universo DC, por ese acto de asesinato masivo. Después de la brecha de un año, entre el final de Crisis Infinita y Teen Titans #34, la Hermandad ha ganado otros dos miembros de Elephant Man y Ricitos de Oro, mientras que Fobia, optó por actuar como un villano independiente, aunque aún mantiene vínculos con la Hermandad. 
En la actualidad la Hermandad han regresado a sus raíces independientes, lanzando una ola de criminalidad masiva independiente de los restos de la Sociedad Secreta de Supervillanos. Sus objetivos incluyen ahora la clonación de un nuevo órgano para Cerebro, así como la creación de clones inestables de los actuales superhéroes para venderlos a las dictaduras del tercer mundo en África, lo que ha puesto al equipo en conflicto con los Jóvenes Titanes, la Patrulla Condenada y los Outsiders. 
En Salvation Run #4, Cerebro y Mallah quienes mueren a manos de Gorilla Grodd. En el último número de la miniserie, el general Immortus es asesinado durante una batalla con Parademonios pero apareció vivo en Final Crisis Aftermath: Run. Plasmus y Warp son utilizados por Lex Luthor como fuente de energía para un dispositivo de teletransporte y al parecer mueren cuando este se autodestruye.

## Miembros

### Primera Hermandad
- The Brain
- Monsieur Mallah
- Madame Rouge
- Garguax
- General Immortus

### Segunda Hermandad
- The Brain
- Monsieur Mallah
- Phobia
- Houngan
- Plasmus
- Warp
- Trinity
- Elasti-Girl (Impostora)

### Tercera Hermandad
- The Brain
- Monsieur Mallah
- Gemini
- Houngan
- Phobia
- Plasmus
- Warp
- Elephant Man
- Goldilocks

## En otros medios

### Televisión
- La Hermandad del Mal aparece en Teen Titans, formada por Cerebro, Monsieur Mallah, Madame Rouge y el General Immortus. Inicialmente luchando contra la Patrulla Condenada, luego reclutaron a Doctor Luz, Psimon, Cinderblock, Red X, Adonis, Tridente, Puppet King, Johnny Rancid, Mumbo, Profesor Chang, Plasmus, Angel, Warp, Phobia, Punk Rocket, Killer Moth, Kardiak, XL Terrestrial, Katarou, Atlas, André LeBlanc, Control Freak, Wintergreen, el I.N.S.T.I.G.A.D.O.R., la directora de H.I.V.E., los Five de H.I.V.E., Wrestling Star, Kitten, Fang, Mad Mod, la Bruja, Steamroller, Malchior, Madre Mae-Eye, Master of Games, Ding Dong Daddy, Newfu y Bob, Overload, Private H.I.V.E. y Cheshire para ayudarlos a congelar rápidamente a la "próxima generación de héroes" en todo el mundo. Sin embargo, finalmente son derrotados y congelados por los Jóvenes Titanes.
- La Hermandad del Mal aparece en Doom Patrol, formada por Cerebro y Monsieur Mallah, con Eric Morden como exmiembro de la década de 1940 y Madame Rouge intentando unirse a ellos hasta que Cerebro la traiciona.

### Varios
La Hermandad del Mal aparece en Teen Titans Go!. Además, una versión heroica del universo alternativo de la Hermandad llamada Hermandad de la Justicia aparece en el número 48, que consta de Doctora Luz, Mammoth, Madame Rouge y Psimon.